# Ванільний соус
Ванільний соус — десертний соус з ванільним ароматом, який подають теплим або холодним з випічкою, солодкими запіканками, морозивом або фруктами. Може бути інгредієнтом, зокрема, для приготування тортів. Крім ванілі складається з молока, вершків, вершкового масла, цукру, яєчного жовтка, борошна або крохмалю. Ванільний соус популярний в європейській кухні, зокрема, у французькій та німецькій.
Для приготування соусу ваніль (ванільний цукор) розчиняють в гарячому молоці або вершках. Ароматизовані таким чином молоко або вершки потім змішують з яєчним жовтком, розтертим з цукром з додаванням крохмалю та нагрівають на повільному вогні до загусання. У деяких рецептах при використанні молока в соус в кінці додають вершкове масло.
Ванільний соус також комерційно доступний як швидкорозчинний або готовий продукт, зазвичай приправлений ваніліном та пофарбований каротином або рибофлавіном.